# 贝尔杜
贝尔杜，是西班牙加泰罗尼亚莱里达省的一个市镇。 总面积36平方公里，总人口1004人（2001年），人口密度28人/平方公里。